# オハエラ鉱山
オハエラ鉱山とは、メキシコのドゥランゴ州にある鉱山。

## 概要
アダマイトを代表とし、その他多数の鉱物が採れる鉱山である。オハエラ鉱山では142種類の鉱物が発見され、そのうち5種類はこのオハエラ鉱山が原産地である。存在鉱物数は、ツメブ鉱山に次ぐ数である。
20世紀後半以降は、亜鉛や鉛などの金属資源の採取を目的とした操業は行われておらず、わずかに鉱物標本の採取が行われているのみである。